# Swiatosław Bełza
Swiatosław Igoriewicz Bełza, ros. Святослав Игоревич Бэлза (ur. 26 kwietnia 1942 w Czelabińsku, zm. 3 czerwca 2014 w Monachium) – rosyjski wykładowca literatury i muzykolog, krytyk i eseista. Od schyłku lat 80. prowadził programy telewizyjne popularyzujące muzykę klasyczną, teatr i balet. Członek honorowy Rosyjskiej Akademii Sztuk.

## Rodzina
Był synem Igora Fiodorowicza Bełzy (1904–1994) i Zoi Konstantinownej Bełzy-Doroszuk (1921–1999), ma dwóch synów: Igora i Fiodora. Rodzinnie związany z Władysławem Bełzą (1847–1913) – polskim poetą patriotycznym.

## Życiorys
Ukończył fakultet filologiczny Państwowego Moskiewskiego Uniwersytetu im. Łomonosowa (1960–1965).

## Działalność
Był miłośnikiem muzyki Fryderyka Chopina, tłumaczem polskiej literatury, autorem wielu monografii poświęconych związkom polsko-rosyjskim. Powiadał, że miłość do Polski odziedziczył po przodkach. Jego ojciec Igor był uważany za jednego z najwybitniejszych znawców twórczości Chopina. Swiatosław Bełza był pomysłodawcą i organizatorem moskiewskiego Międzynarodowego Konkursu Młodych Pianistów imienia Fryderyka Chopina, przeprowadzanego od 1992 roku. Bełza mawiał, że Chopin jest największym ambasadorem polskości na świecie.
Był autorem ponad 300 publikacji.

## Odznaczenia i nagrody
Za wybitne zasługi dla polskiej kultury był odznaczony Krzyżem Oficerskim Orderu Zasługi Rzeczypospolitej Polskiej i złotym Medalem „Zasłużony Kulturze Gloria Artis”. Otrzymał też rosyjski Order „Za zasługi dla Ojczyzny” IV klasy i Order Przyjaźni. Ludowy Artysta Federacji Rosyjskiej. Wyróżniony polską Odznaką „Zasłużony Działacz Kultury” i rosyjską Państwową Nagrodą Federacji Rosyjskiej.